# Surdulica
Surdulica (en serbe cyrillique : Сурдулица) est une ville et une municipalité de Serbie situées dans le district de Pčinja. Au recensement de 2011, la ville comptait 10 915 habitants et la municipalité dont elle est le centre 20 265.

## Géographie
La municipalité de Surdulica est située au sud-est de la Serbie, le long de la frontière avec la Bulgarie. La ville est entourée par les monts Čemernik au nord et à l'est, et Vardenik au sud et au sud-est. Le territoire municipal est bordé par la Južna Morava à l'ouest et, au-delà, par les monts Kukavica.
Deux rivières traversent Surdulica, la Vrla et le Romanovce. Le lac Vlasina (en serbe : Власинско језеро et Vlasinsko jezero), situé à l'est de la ville, couvre une superficie de 16 km2 ; les environs du lac, riches en poissons et en oiseaux, sont inscrits depuis 2007 sur la liste des sites Ramsar pour la conservation et l'utilisation durable des zones humides,.

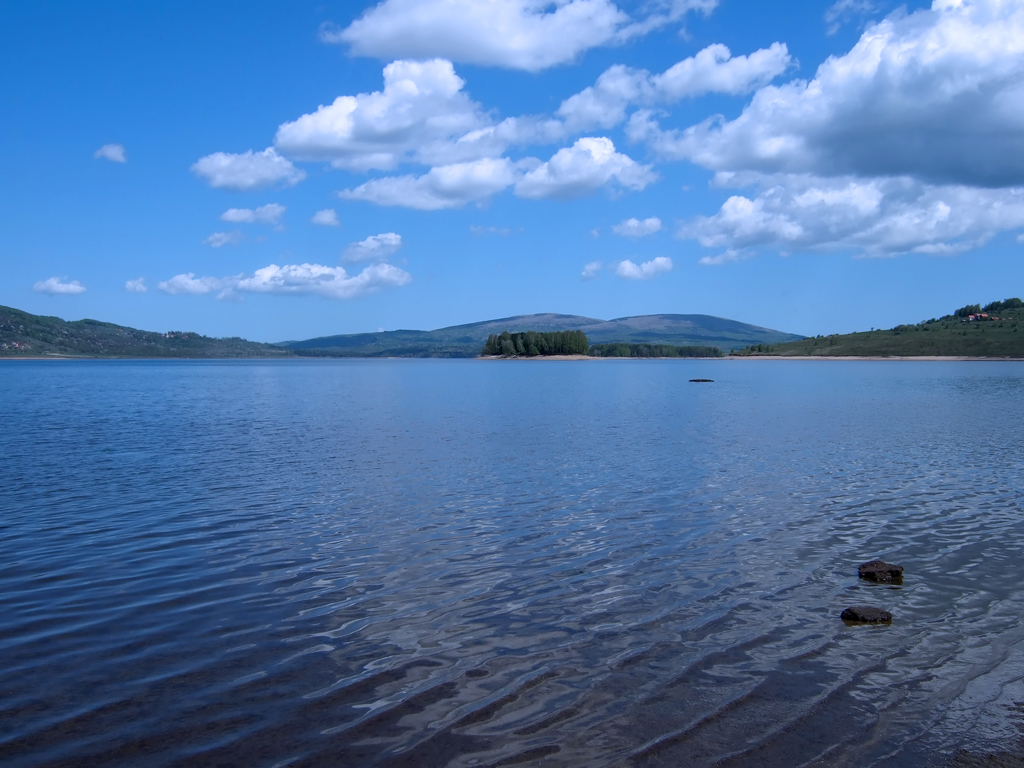
Le lac Vlasina

## Histoire
La ville de Surdulica est mentionnée pour la première fois au XIIIe siècle. Libérée des Turcs à la fin du XIXe siècle, elle s’est développée jusqu’à devenir la ville industrielle qu’elle est aujourd’hui.
Durant la Première Guerre mondiale, la ville est le lieu d'un important massacre.

## Localités de la municipalité de Surdulica

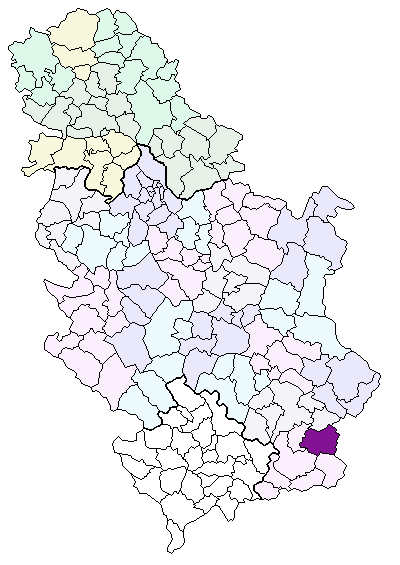
Localisation de la municipalité de Surdulica en Serbie

La municipalité de Surdulica compte 41 localités :
| - Alakince - Bacijevce - Belo Polje - Binovce - Bitvrđa - Božica - Vlasina Okruglica - Vlasina Rid - Vlasina Stojkovićeva - Vučadelce - Gornja Koznica - Gornje Romanovce - Groznatovci - Danjino Selo | - Dikava - Donje Romanovce - Drajinci - Dugi Del - Dugojnica - Zagužanje - Jelašnica - Kalabovce - Kijevac - Klisura - Kolunica - Kostroševci - Leskova Bara - Masurica | - Mačkatica - Novo Selo - Palja - Rđavica - Stajkovce - Strezimirovci - Suvojnica - Surdulica - Suhi Dol - Topli Do - Topli Dol - Troskač - Ćurkovica |

Surdulica et Belo Polje sont officiellement classées parmi les « localités urbaines » (en serbe : градско насеље et gradsko naselje) ; toutes les autres localités sont considérées comme des « villages » (село/selo).

## Démographie

### Ville

#### Évolution historique de la population dans la ville
| 1948  | 1953  | 1961  | 1971  | 1981  | 1991   | 2002   | 2011   |
| ----- | ----- | ----- | ----- | ----- | ------ | ------ | ------ |
| 2 971 | 4 032 | 4 769 | 6 493 | 9 538 | 11 357 | 10 914 | 10 915 |

### Municipalité

#### Répartition de la population par nationalités dans la municipalité (2002)
La majorité des localités possèdent une majorité de peuplement serbe. Les localités suivantes sont habitéées par une majorité de Bulgares : Božica, Groznatovci, Drajinci, Klisura, Kostroševci, Palja, Strezimirovci, Suhi Dol et Topli Dol.

## Politique
À la suite des élections locales serbes de 2008, Novica Tončev a été élu président (maire) de la municipalité, succédant ainsi à Stanislav Momčilović, membre du (Parti radical serbe.

## Coopération internationale
Surdulica a signé des accords de partenariat avec les villes suivantes :
- Radomir (Bulgarie)
- Staro Nagoričane (Macédoine)
- Trn (Bulgarie)